# Marzena Kot
Marzena Kot (* 8. April 1973) ist eine polnische Handballspielerin.
Die 1,74 m große Rückraumspielerin spielte in Polen für MKS Zagłębie Lubin und stand ab 2005 beim deutschen Bundesligisten Frankfurter Handball Club aus Frankfurt (Oder) unter Vertrag. 2008 wechselte sie zum Regionalligisten SC Riesa. 2011 wechselte sie zum Oberligisten SV Koweg Görlitz.
Sie absolvierte 60 Länderspiele für Polen. Ihre Angriffe erfolgen meist aus dem Rückraum und hier oft von der linken Seite. Sie ist von Beruf gelernte Bautechnikerin.